# Pietro Martinelli
Pietro Martinelli (* 6. Februar 1934 in Lugano) ist ein Schweizer Ingenieur, Politiker, Tessiner Grossrat und Staatsrat des Partito Socialista Autonomo (PSA) und der Sozialdemokratischen Partei der Schweiz (SP).

## Biografie
Pietro Martinelli wurde als Sohn des Felice Martinelli Elektroingenieurs aus Morcote, und der Maria Busti geboren. Er besuchte das Gymnasium in Mailand und studierte danach Bauingenieurswesen in Mailand und an der ETH Zürich. 1962–1987 war er Mitinhaber eines Ingenieurbüros in Lugano. Er amtierte 1964 als Präsident des Bunds der Tessiner Jungsozialisten und gehörte 1965 zu den Gründern der Zeitschrift "Politica Nuova" und gehörte 1969 zu den Mitbegründern des Tessiner Partito Socialista Autonomo. Er vertrat diese Partei von 1967 bis 1987 im Grossrat und war später deren einziger Staatsrat (1987–1999, Innen- und Justizdepartement, später Sozialdepartement). Nach der Wiedervereinigung des PSA mit der Sozialdemokratischen Partei der Schweiz (PS) gehörte er dieser an.